# Osmeriformes
Els osmeriformes (Osmeriformes) són un ordre de peixos de la classe dels actinopterigis.

## Particularitats
El nom Osmeriformes prové del grec antic ὀσμή osmé, "d'olor picant" en referència a l'olor particular de la carn de certs membres del gènere Osmerus.

## Famílies
- Subordre Argentinoidei
  - Superfamília Alepocephaloidea
    - Alepocephalidae
    - Leptochilichthyidae
    - Platytroctidae

  - Superfamília Argentinoidea
    - Argentinidae
    - Bathylagidae
    - Microstomatidae
    - Opisthoproctidae
- Subordre Osmeroidei
  - Superfamília Galaxioidea
    - Galaxiidae
    - Lepidogalaxiidae
    - Retropinnidae

  - Superfamília Osmeroidea
    - Osmeridae
    - Plecoglossidae
    - Salangidae